# مولدات قابلة للتمدد

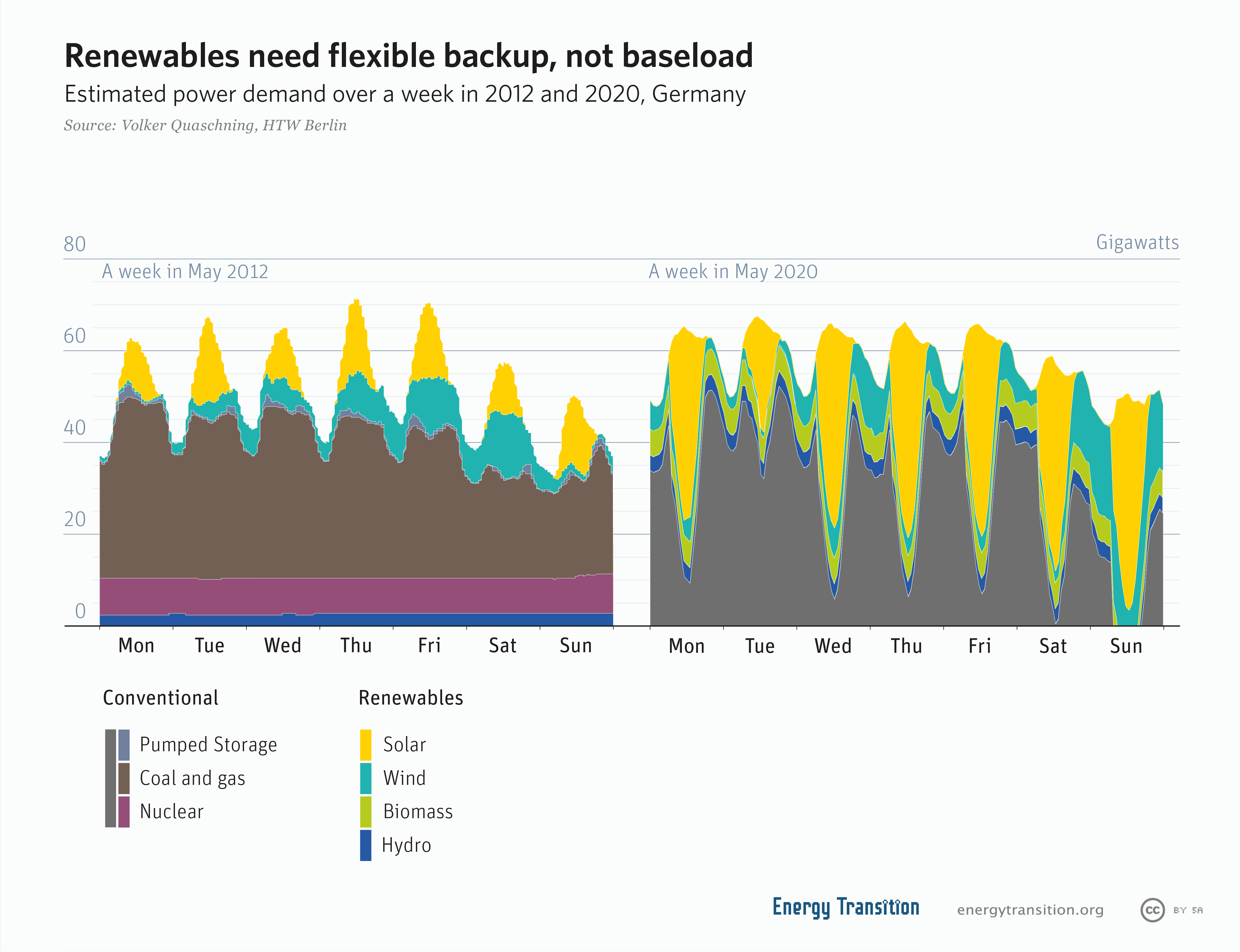

المولدات المتحركة ( القابلة للتمدد ) هي مصادر الكهرباء التي يمكن إرسالها بناءً على طلب مشغلي شبكات الطاقة أو ملاك المصانع وفقًا لاحتياجات السوق. وهذا يتناقض مع مصادر الطاقة المتجددة غير القابلة للتمدد مثل طاقة الرياح والطاقة الكهروضوئية الشمسية التي لا يمكن التحكم فيها من قبل المشغلين. والأنواع الوحيدة من الطاقة المتجددة القابلة للنشر دون تخزين منفصل للطاقة هي تحويل الكتلة الحيوية والطاقة الحرارية.

## الأسباب الرئيسية التي تدعو الحاجة إلى محطات طاقة قابلة للتمدد
- لتوفير احتياطيات الدوران (التحكم في التردد)[3]
- لتحقيق التوازن في نظام الطاقة الكهربائية (التحميل المتتابع)
- لتحسين الجيل الاقتصادي
- للمساهمة في مسح ازدحام الشبكة[4]

## حالات استخدام المولدات القابلة للتمدد
- ملائمة التحميل ويقصد بها التغيرات البطيئة في الطلب على الطاقة بين الليل والنهار مثلاً تتطلب تغييرات في العرض أيضًا نظرًا لأن النظام يجب أن يكون متوازنًا في جميع الأوقات[5]
- ملائمة الذروة ويقصد بها الفترات الزمنية القصيرة التي يتجاوز فيها الطلب مخرجات ملائمة التحميل يتم تنفيذ جيل قادر على تلبية هذه الذروة في الطلب من خلال نشر سريع للمخرجات من خلال مصادر مرنة.
- فترات الرصاص ويقصد بها فترات يتم خلالها استخدام مصدر بديل والتي تتطلبها محطات الوقود الكبيرة التي تعمل بالفحم أو الغاز الطبيعي للوصول إلى الإنتاج الكامل يمكن نشر هذه المصادر البديلة للطاقة في غضون ثوان أو دقائق للتكيف مع الصدمات السريعة في الطلب أو العرض التي لا يمكن تلبيتها بواسطة مولدات ملائمة للذروة[6]
- تنظيم التردد أو مصادر الطاقة المتقطعة ويقصد بها التغييرات في خروج الكهرباء المرسلة إلى النظام إلى تغيير جودة واستقرار نظام الإرسال نفسه بسبب تغير في تردد الكهرباء المنقولة المصادر المتجددة مثل الرياح والطاقة الشمسية متقطعة وتحتاج إلى مصادر طاقة مرنة للتخفيف من التغيرات في إنتاج الطاقة.
- النسخ الاحتياطي لمولدات الحمل الأساسية ويقصد بها محطات الطاقة النووية ، على سبيل المثال، مجهزة بأنظمة أمان المفاعلات النووية التي يمكنها إيقاف توليد الكهرباء في أقل من ثانية في حالة الطوارئ.[7][8]